# Alexandreis
Alexandreis és un poema èpic medieval del segle xii. És l'obra més coneguda de Gualter de Châtillon, escriptor medieval en llatí, en hexàmetres, i una de les obres cabdals d'aquest període de l'edat mitjana. S'inspira sobretot en l'obra clàssica de Quint Curci Ruf Història d'Alexandre el Gran.
Es tracta d'una extensa obra dividida en deu llibres, escrita aproximadament entre 1178 i 1182, en forma de 5.464 versos hexamètrics, on l'autor descriu les gestes d'Alexandre el Gran. El llibre era dedicat al seu protector Guillem de Reims; així, la unió de la primera lletra de cada capítol configura el seu nom en llatí (GVILLERMUS). Aquesta obra va exercir una gran influència en la transmissió de la figura d’Alexandre a la literatura occidental. Popular arreu de l'Europa medieval, als Països Catalans, setze manuscrits, molts amb glosses en català, se n'han conservats fins al temps present.

## Contingut

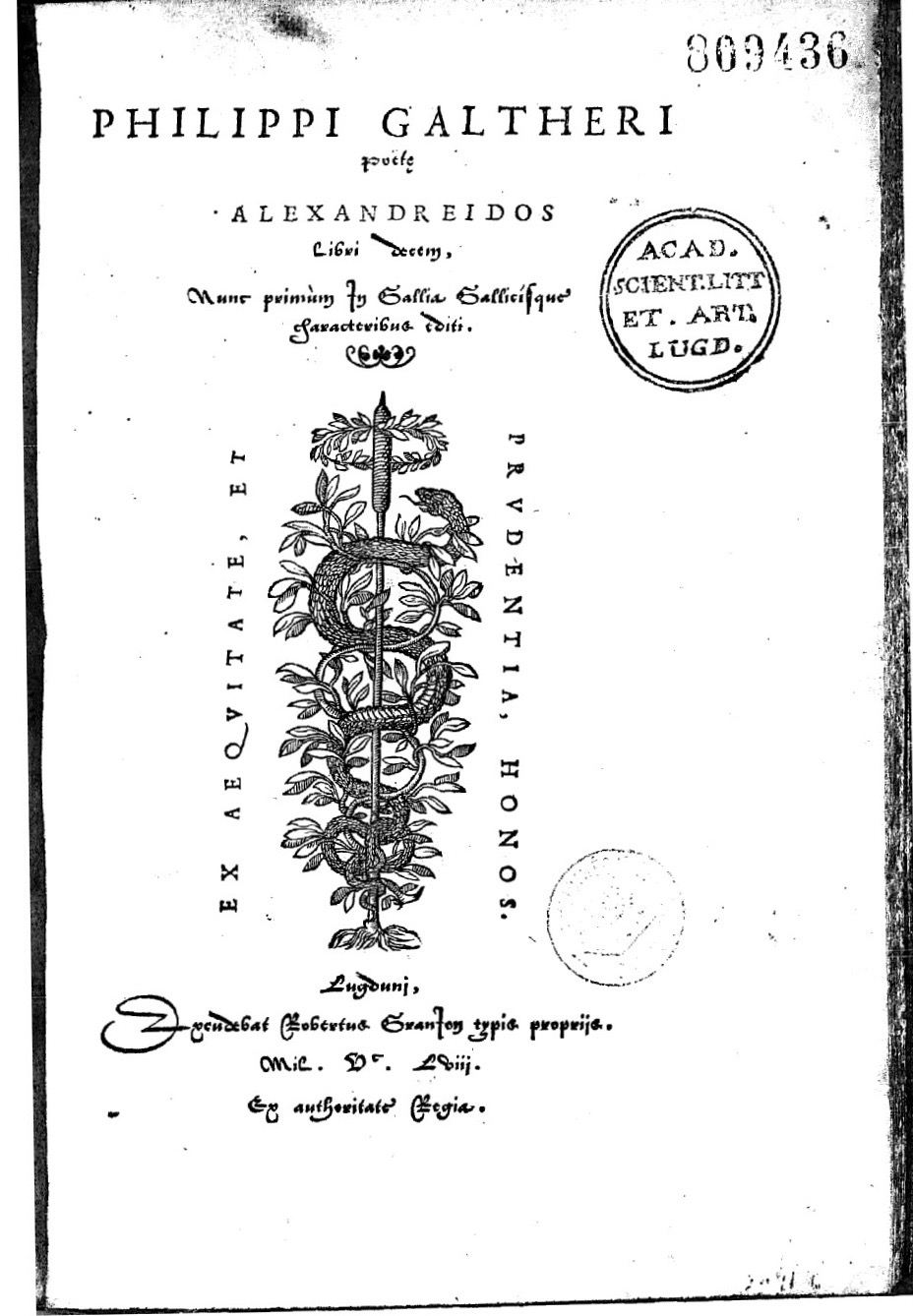
Frontis d'una impressió francesa de 1558

L'obra comença quan Alexandre és encara infant, sota els mestratge d'Aristòtil. Es reconsilia amb Atenes i destrueix Tebes. Pren la decisió de combatre el poder dels perses. Successivament, es narren les seves gestes primer consolidant les conquestes del seu pare Filip II de Macedònia, a Grècia, i després creant el vast imperi que prèviament constituïa els dominis perses, fins a la seva entrada a l'Índia. Descriu les principals batalles i dona un gran protagonisme a l'estratègia militar emprada per Alexandre el Gran. També hi ha lloc per a referir-se a les revoltes del seu exèrcit i fets com el judici i l'execució del general Filotes. Finalitza amb el relat dels últims moments de la vida d'Alexandre el Gran. L'autor dedica tant el primer com l'últim paràgraf al seu protector Guillem i l'hi agraeix per a la seva ajuda.

## Als Països Catalans
Aquesta obra va tenir un gran èxit en la seva època, tal com ho demostra el gran nombre de manuscrits que han arribat fins als nostres dies, n'hi ha més de dos-cents. Era un llibre pedagògic en nombroses escoles i universitats en els segles xiv i xv. Hi ha uns quants manuscrits d'origen català, amb gloses en català. Se'n han trobat més de setenta referències en inventaris de biblioteques, sobretot a Barcelona i Mallorca dels quals setze han sobreviscut fins avui, però no hi ha constància d'una traducció. Va servir com a font d'inspiració per a molts escriptors, llatins o romànics, del segle xiii o posteriors, com les obres que constitueixen el mester de clerecia, obra cabdal de la literatura medieval castellana.
La biblioteca pública de Tarragona té un exemplar particular que data del 1419 que prové del monestir de Santes Creus: per a raons pedagògiques, el text es transformat en prosa, segons l'orde natural del llatí i és farcit de glosses i comentaris en llatí i català, d'almenys dos autors. S'hi troben neologismes interessants, que mostren com els traductors van enriquir la llengua vernacular a partir de mots llatins que no tenien equivalent en català, com ara «madrastejar», ‘comportar-se com una madrastra’, per a traduir el llatí medieval novercari o encara ‘bladal’, de blat, per cerealis.

## Edicions
- de Castiglione, Gualterus. bibliotheca Augustana. Alexandreis, sive Gesta Alexandri Magni (en llatí). Edició en línia del text original.  ed. Marvin L. Colker, 1978 (Bibliotheca Scriptorum Latinorum Mediæ et Recentioris Ætatis 17) [Consulta: 30 desembre 2023].
- de Châtillon, Gautier; Pejenaute Rubio, Francisco (trad.). Alejandreida (en castellà, traduït del llatí).  Madrid: Ediciones Akal, 1998 (Clásicos Latinos Medievales). ISBN 84-460-0609-X.
- Stephanus. N°1. Historia Alexandri Magni de bello persico N°2 Mithologica continentur (Pdf de manuscrit) (en llatí amb glosses en català).  Monestir de Santes Creus: Ms.13 conservat a la Biblioteca Pública de Tarragona.